# ScrapBook
Scrapbook — додаток Firefox, що дозволяє зберігати вебсторінки для перегляду в офлайні у вигляді деревоподібної бази даних.

## Можливості програми
- Захоплення вебсторінок, включаючи картинки, стилі, мультимедіа, архіви, JavaScript, завдання параметрів захоплення за замовчуванням.
- Захоплення декількох вкладок, захоплення декількох URL
- Багаторівневе захоплення вебсторінок — захоплення також сторінок, на які ведуть посилання з цієї сторінки, кількість рівнів посилань задається в налаштуваннях.
- Захоплення сторінок через контекстне меню і головне меню Firefox.
- Імпорт / експорт бази збережених сторінок.
- Створення декількох баз даних.
- Збереження дерева захоплених сторінок у вигляді HTML-файлу.
- Коментарі до збережених сторінок, настройка іконок для папок і сторінок.
- Повторне захоплення оновленої вебсторінки.
- Повнотекстовий пошук в базі, а також пошук по URL, заголовку, коментарю і часу.
- Створення заміток
- Редагування збережених вебсторінок

Scrapbook підтримує розширення, які дозволяють доповнити його різними можливостями.